# O Tortuga
O Tortuga es una banda mexicana de rock formada en el 2012, en la Ciudad de México. Influenciada por grupos de surf rock y garage rock de los años 60, en poco tiempo de su carrera ha sido considerada como una de las bandas que han incursionado en la nueva escena del rock mexicano.
El grupo cita sus influencias principales a Los Blenders, Las Robertas, Ave Negra y Espécimen.
El grupo ha sacado hasta la fecha un único EP titulado "Palma Linda" lanzado en mayo del 2013, un álbum homónimo en 2015, recibido con críticas positivas de disqueras independientes, y un LP titulado "Se Necesita Libertad", lanzado en julio del 2019.
Han tocado al lado de grupos de talla nacional como Hawaiian Gremlins, Los Infierno, Sotomayor, Dapuntobeat, Fenómeno Fuzz, entre otros, y una de sus mayores presentaciones es en el festival Vive Latino donde aparecieron por primera vez en la edición del año 2015.

## Integrantes

### Formación Actual
- Fernando Zamorano "Fernando"
- Santiago Gómez F "Santiago"
- Francisco Sánchez De la Vega "Paco"
- Emanuel Brenes "Evar"

### Exintegrantes
- Édgar Benumea - ?
- Sebastián Neyra "Ivan" - ?
- Osmar Espinosa "Osmar" - ?
- Enrique Zamorano "Quique" - ?
- Christian Sánchez "Christian" - ?

## Discografía

### Álbumes de estudio
- 2015: "O Tortuga"
- 2019: "Se Necesita Libertad"
- 2022: '"Hombre Perro de Tlatelolco"

### EP
- 2013: "Palma Linda"

### Sencillos
- 2013: "Siempre Vago"